# National Geographic Islander II
Die National Geographic Islander II ist ein kleines Kreuzfahrtschiff von Lindblad Expeditions. Es wurde im Jahr 1989 als Lady Diana in Dienst gestellt.

## Geschichte
Das Schiff wurde 1988 von der Flender Werft in Lübeck gebaut und 1989 gemeinsam mit dem Schwesterschiff Lady Sarah als Lady Diana an NAVTOL abgeliefert. Aus finanziellen Gründen wurde das Schiff aufgelegt. Im Dezember 1991 kaufte New Frontier Cruise Line beide Schiffe und setzte die Lady Diana als Aurora I ein. 1994 übernahm Star Cruises die Schiffe, die Aurora I wurde in MegaStar Taurus umbenannt. Bis 2008 fuhr das Schiff für die Reederei und wurde im November 2008 aufgelegt.
Nachdem der Mutterkonzern von Star Cruises, Genting Hong Kong, im Jahr 2015 Crystal Cruises übernahm, kam das Schiff für Crystal Cruises in Fahrt und wurde am 20. Dezember 2015 in Mahé (Seychellen) in Crystal Esprit umbenannt. Vom 3. bis zum 22. April 2016 wurde das Schiff umfangreich modernisiert und renoviert. Das Schiff verfügt über ein gläsernes U-Boot.
Am 17. Februar 2017 wurden von der Crystal Esprit 12 Menschen von einem defekten Katamaran gerettet.
Im September 2021 gab Crystal Cruises den Verkauf des Schiffes an einen nicht genannten Käufer bekannt. Erwerber des Schiffes war Lindblad Expeditions, wo das Schiff nach der Übernahme in National Geographic Islander II umbenannt wurde. Die Taufe fand im Oktober 2022 durch Angela Flaime statt.
Das Schiff ist für Lindblad Expeditions auf Kreuzfahrten um die Galapagosinseln unterwegs. Die Kapazität wurde von 62 auf 48 Passagiere reduziert.
Im Juli 2025 erfolgte ein Flottentreffen und Schiffstaufe.